# The Fatal Portrait (film 1911)
The Fatal Portrait è un cortometraggio muto del 1911. Il nome del regista non viene riportato nei credit.

## Produzione
Il film fu prodotto dalla Pathé Frères.

## Distribuzione
Distribuito dalla General Film Company, il film - un cortometraggio in una bobina - uscì nelle sale cinematografiche USA il 16 dicembre 1911. In Francia, venne distribuito dalla Pathé Frères il 27 settembre 1912 con il titolo Le Portrait fatal in una versione di 290 metri.